# فيلهلم هيرولد
فيلهلم هيرولد (بالدنماركية: Vilhelm Herold)‏ هو مغني أوبرا دنماركي، ولد في 19 مارس 1865، وتوفي في 15 ديسمبر 1937.

## وصلات خارجية
- فيلهلم هيرولد على موقع ميوزك برينز (الإنجليزية)
- فيلهلم هيرولد على موقع ديسكوغز (الإنجليزية)